# Catenoy
Catenoy és un municipi francès, situat al departament de l'Oise i a la regió dels Alts de França. L'any 2007 tenia 1.089 habitants.

## Demografia

### Població
El 2007 la població de fet de Catenoy era de 1.089 persones. Hi havia 371 famílies de les quals 56 eren unipersonals (16 homes vivint sols i 40 dones vivint soles), 101 parelles sense fills, 194 parelles amb fills i 20 famílies monoparentals amb fills.
La població ha evolucionat segons el següent gràfic:
Habitants censats

### Habitatges
El 2007 hi havia 395 habitatges, 373 eren l'habitatge principal de la família, 12 eren segones residències i 9 estaven desocupats. 382 eren cases i 13 eren apartaments. Dels 373 habitatges principals, 321 estaven ocupats pels seus propietaris, 36 estaven llogats i ocupats pels llogaters i 16 estaven cedits a títol gratuït; 15 tenien dues cambres, 34 en tenien tres, 106 en tenien quatre i 218 en tenien cinc o més. 296 habitatges disposaven pel capbaix d'una plaça de pàrquing. A 125 habitatges hi havia un automòbil i a 224 n'hi havia dos o més.

### Piràmide de població
La piràmide de població per edats i sexe el 2009 era:
| Homes | Edats   | Dones |
| ----- | ------- | ----- |
| 0     | 95 o +  | 0     |
| 4     | 90 a 94 | 4     |
| 0     | 85 a 89 | 8     |
| 0     | 80 a 84 | 8     |
| 4     | 75 a 79 | 28    |
| 12    | 70 a 74 | 8     |
| 16    | 65 a 69 | 12    |
| 32    | 60 a 64 | 20    |
| 28    | 55 a 59 | 24    |
| 24    | 50 a 54 | 24    |
| 48    | 45 a 49 | 24    |
| 72    | 40 a 44 | 76    |
| 44    | 35 a 39 | 48    |
| 24    | 30 a 34 | 40    |
| 24    | 25 a 29 | 16    |
| 32    | 20 a 24 | 20    |
| 60    | 15 a 19 | 56    |
| 36    | 10 a 14 | 44    |
| 44    | 5 a 9   | 60    |
| 32    | 0 a 4   | 28    |

## Economia
El 2007 la població en edat de treballar era de 729 persones, 552 eren actives i 177 eren inactives. De les 552 persones actives 512 estaven ocupades (270 homes i 242 dones) i 39 estaven aturades (20 homes i 19 dones). De les 177 persones inactives 47 estaven jubilades, 82 estaven estudiant i 48 estaven classificades com a «altres inactius».

### Ingressos
El 2009 a Catenoy hi havia 374 unitats fiscals que integraven 1.071 persones, la mediana anual d'ingressos fiscals per persona era de 21.685 €.

### Activitats econòmiques
Dels 22 establiments que hi havia el 2007, 3 eren d'empreses de fabricació d'altres productes industrials, 6 d'empreses de construcció, 1 d'una empresa de comerç i reparació d'automòbils, 1 d'una empresa de transport, 3 d'empreses d'hostatgeria i restauració, 2 d'empreses financeres, 5 d'empreses de serveis i 1 d'una empresa classificada com a «altres activitats de serveis».
Dels 10 establiments de servei als particulars que hi havia el 2009, 1 era una gendarmeria, 1 oficina de correu, 1 taller de reparació d'automòbils i de material agrícola, 1 guixaire pintor, 1 fusteria, 2 lampisteries, 2 electricistes i 1 restaurant.
L'únic establiment comercial que hi havia el 2009 era una botiga de menys de 120 m².
L'any 2000 a Catenoy hi havia 6 explotacions agrícoles que ocupaven un total de 924 hectàrees.

## Equipaments sanitaris i escolars
El 2009 hi havia una escola elemental.

## Poblacions més properes
El següent diagrama mostra les poblacions més properes.